# Goaß
Eine Goaß (bairisch für Geiß, entsprechend schwäbisch Goiß oder oberfränkisch Gaaß, in Mittelfranken Bumber/Bumbers/Bumba/Schwarze) ist ein besonders in Bayern und Württemberg verbreitetes Biermischgetränk.

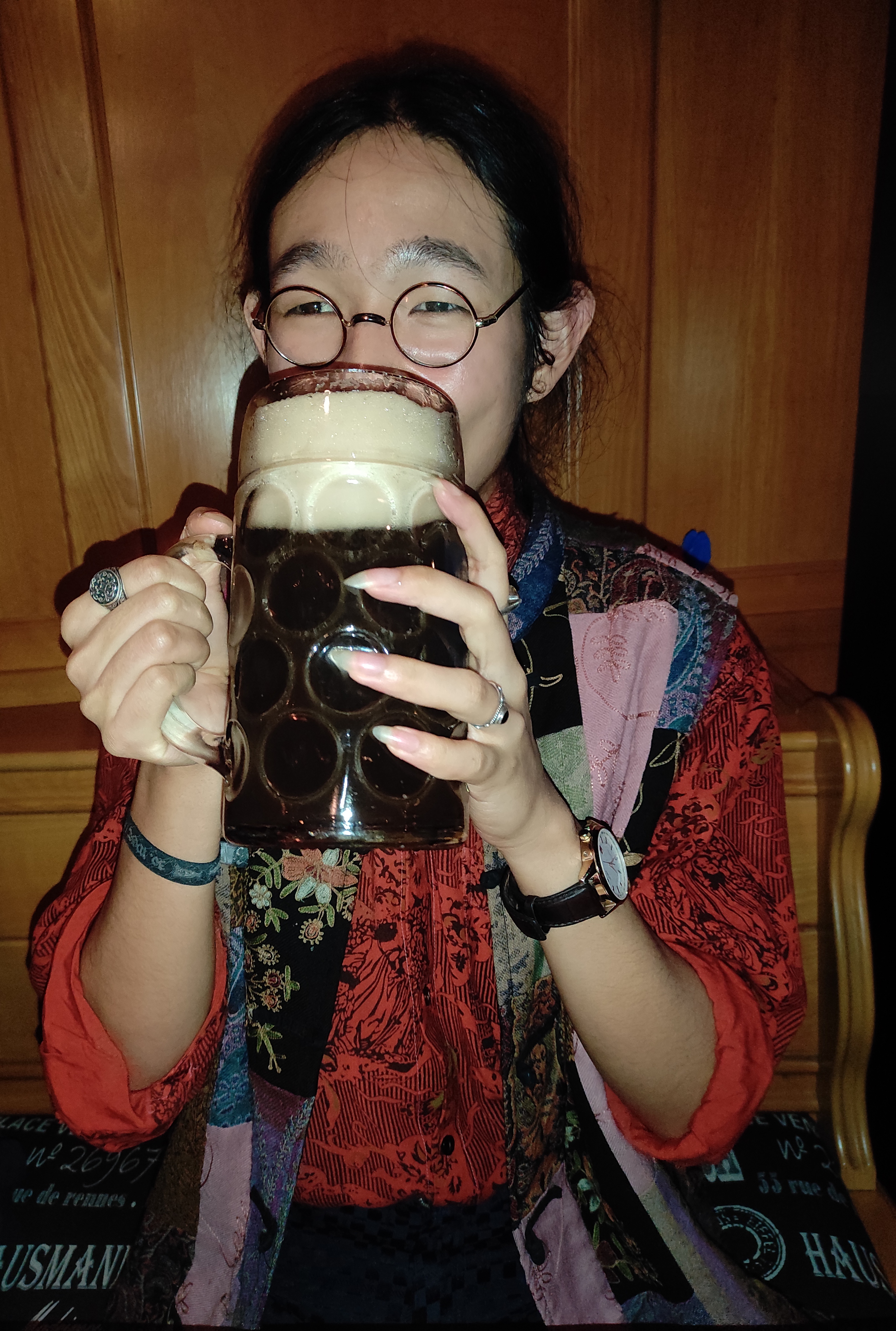
Frau trinkt Kirschgoaß

Meist wird sie als Maß (Goaßnmaß/Goaßmaß) getrunken, wobei auch Goaßnhalbe oder Goaßn-Seidla angeboten werden. Sie besteht je zur Hälfte aus Cola und dunklem Bier sowie circa 4 cl Kirschlikör oder Cognac. Die Goaß mit Kirschlikör ist wegen des süßen Geschmacks besonders bei Jugendlichen sehr beliebt. Als Variation zur normalen, „süßen“ Goaß gibt es noch die scharfe, auch herbe, die statt Kirschlikör die gleiche Menge Weinbrand, manchmal auch Whiskey enthält.
In Trinkrunden kommt gelegentlich auch die Goaß mit Ei zum Einsatz, dabei wird in den Maßkrug statt des Kirschlikörs entweder ein rohes Ei oder die gleiche Menge Eierlikör hinzugegeben. Das Getränk ist – ähnlich wie der Stiefel – auch bei dem Trinkspiel Der Vorletzte zahlt beliebt. Dabei wird reihum aus der Goaß getrunken und derjenige muss die Maß bezahlen, der vor demjenigen sitzt, der sie austrinkt. Dieses Spiel wird meistens als Goaßnrennen oder Goaßmaßschiam bezeichnet.